# Sportåret 1867

## Händelser

### Baseboll
- Union of Morrisania vinner National Association of Base Ball Players.[1]

### Boxning

#### Maj
- 10 maj — Jimmy Elliott besegrar Bill Davis i 9:e ronden vid Point Pelee Island i Kanada.  Davis har nu förlorat mot både Elliott och Mike McCoole som fortsätter göra anspråk på den amerikanska mästerskapstiteln, men de två kommer aldrig att mötas i ringen.[2]

#### Augusti
- 31 augusti — McCoole besegrar Aaron Jones i 34:e ronden vid Busenbord's Station i Ohio, USA.[3]

#### Oktober
- 15 oktober — Jem Mace skall försvara sin engelska mästerskapstitel mot Ned O'Baldwin i London i England, Storbritannien men matchen stoppas av myndigheterna. Vid denna tid finns stort motstånd till boxning utan handskar i England, och matcherna blir omöjliga att genomföra. Mace svarar med att åka till Amerika, och lämnar den engelska titeln "död". Tävlingsboxingen i Storbritannien drabbas kommer sedan inte igång igen på allvar förrän National Sporting Club bildas 1891.[4]

#### Okänt datum
- Queensberryreglerna för boxning antas.

### Cricket

#### Okänt datum
- Yorhshire CCC vinner County Championship [5].

### Fotboll

#### Mars
- 5 mars - Youdan Cup i Storbritannien blir den första organiserade turneringen i fotboll.

### Lacrosse

#### Okänt datum
- Den kanadensiske tandläkaren William George Beers skriver om reglerna, som ursprungligen skrevs av Montreal Lacrosse Club 1856. I den första matchen med William George Beers regler vinner Upper Canada College mot Toronto Cricket Club med 3-1.

### Rodd

#### April
- 13 april - Oxfords universitet vinner universitetsrodden mot Universitetet i Cambridge.

#### Okänt datum
- Vid världsmästerskapet i Paris i Frankrike vinner fyra roddare från Saint John, New Brunswick Kanadas första internationella mästerskapsguld någonsin, alla sporter inräknade.

## Födda
- 13 februari - Harold Mahony, irländsk tennisspelare.
- 7 mars – Arvid Knöppel, svensk sportskytt, olympisk guldmedaljör.
- 29 mars - Cy Young, amerikansk basebollspelare.
- 4 augusti – Harald Andersson-Arbin, svensk idrottsman inom flera sporter.

### Fotnoter
1. ↑  ”Charlton's Baseball Chronology - 1867” (på engelska). Charlton's Baseball Chronology. Arkiverad från originalet den 20 september 2015. https://web.archive.org/web/20150920181105/http://www.baseballlibrary.com/chronology/byyear.php?year=1867. Läst 15 augusti 2015.
2. ↑  Cyber Boxing Zone – Jimmy Elliott.  läst 8 november 2009.
3. ↑  Cyber Boxing Zone – Mike McCoole. läst 8 november 2009.
4. ↑  Cyber Boxing Zone – Jem Mace. läst 8 november 2009.
5. ↑  En inofficiell titel fram till december 1889 då första officiella County Championship spelades.